# Euproctis schintlmagistri
Euproctis schintlmagistri är en fjärilsart som beskrevs av Holloway 1999. Euproctis schintlmagistri ingår i släktet Euproctis och familjen tofsspinnare. Inga underarter finns listade i Catalogue of Life.